# Noon in Tunisia
Noon in Tunesia ist ein 1967 entstandenes Jazzalbum von George Gruntz für das deutsche SABA-Label, das eine erste Begegnung von Avantgarde Jazz und tunesischer Musik dokumentiert.

## Vorgeschichte des Albums
Joachim-Ernst Berendt organisierte seit 1962 Begegnungen von Jazzmusikern mit der Folklore ausgewählter Länder, die eine wichtige Basis für das waren, was sich später zur Weltmusik entwickelte. Er hatte dafür zwei Instrumente, eine Serie beim SABA- bzw. dem sich daraus entwickelnden MPS-Label Jazz Meets the World und eine gleichnamige Konzertreihe im Rahmen der von ihm geleiteten Berliner Jazztage.
Die Produktion Noon in Tunisia war das sechste Album der Serie. Gruntz hatte 1964 auf Einladung der Cembalistin Antoinette Vischer einen Urlaub in Hammamet (Tunesien) gemacht. Im Hotel spielte an einem Folkloreabend eine Gruppe einheimischer Musiker und traf sich am folgenden Tag mit den Musikern. Er erkannte Ähnlichkeiten „zwischen der Musik, die er dort hörte und dem modalen Jazz und hatte sofort die Idee, Jazzmusiker und tunesische Musiker zusammenbringen.“
Nach sorgfältiger Vorbereitung suchte Gruntz nach Möglichkeiten, eine Begegnung von Jazz- und tunesischen Musikern zu ermöglichen. Zunächst stieß er auf Ablehnung, etwa bei Hans Gertberg, der damals als Redakteur den NDR Jazzworkshop organisierte. Schließlich nahm er Kontakt zu Berendt auf, der das Potenzial der Idee erkannte und im Frühjahr 1967 gemeinsam mit seiner Verlobten Gigi nach Tunesien reiste, um Musiker für das Projekt zu finden. Er kontaktierte den Komponisten und Musikwissenschaftler Salah El Mahdi, Beauftragter für Musik und Volkskunst bei der tunesischen Regierung und Direktor des Rashidiyya-Instituts, der von der Idee begeistert war, tunesische und Jazzmusik zusammenzubringen; er nannte Berendt außer sich selbst drei weitere geeignete Musiker.

## Aufnahme und Album
Da damals in Tunesien keine geeigneten Tonstudios existierten, wurde das Album in Deutschland aufgenommen. Am 2. und 3. Juni 1967 fanden die Aufnahmen in Villingen statt; Tonmeister war Willi Fruth. Saxophonist Sahib Shihab, ein Black Muslim, identifizierte sich mit dem Projekt auch außermusikalisch und begrüßte die tunesischen Musiker mit Passagen aus dem Koran. Allerdings fühlten sich die Tunesier im Schwarzwald nicht nur aufgrund des kalten Wetters unwohl und gingen angespannt ins Studio: „Sie fühlten sich unsicher im Umfeld von Jazz und westlicher Musik. Die anfängliche Nervosität verflog aber rasch.“ Auch Gruntz begrüßte die Musiker: „Ihre Gesichter öffneten sich, und ihre Augen begannen zu strahlen, als ich nach ihrer Ankunft einige Rhythmen nannte, Bunauara, Gerbi, Alagi usw., die ihnen durch und durch vertraut waren.“
Gruntz hatte seit Mitte der 1960er Jahre vermehrt mit dem Komponieren begonnen. In seiner Maghreb Suite (Maghreb Cantata), die im Zentrum des Albums „Noon in Tunisia“ stehen sollte, verwob er folkloristisches Material, arabische Rhythmen und Jazzelemente. Diese Suite „beinhaltet Sätze, benannt nach tunesischen Rhythmen, jeder Satz mit einem von mir komponierten jazzmäßigen Thema (als freie Erfindung oder beduinische Melodiefloskeln zu Jazzriffs gemacht), welches sich zu mischen hatte mit dem modalen Spiel der Beduinen respektive als Vorlage zu dienen hatte für die Improvisationen der Jazzmusiker.“ Dabei verfolgte Gruntz die folgende Grundidee: „Verschiedenste Muster von Nebeneinander, Übereinander und Gegeneinander des Zusammenspiels waren so strukturiert, dass eine weite Palette von möglichen Kombinationen ausprobiert werden konnte.“ Entsprechend waren die Improvisationen der Jazzmusiker in das von den tunesischen Musikern vorgestellte traditionelle Material dialogartig verwoben. Insbesondere das Stück Buanuara enthält intensive Soli von Dudelsack, Sopransaxophon, Geige und Piano.
Gruntz stellte im Rückblick fest, dass das Album keineswegs eine weltmusikalische Synthese darstelle: „Das ‚Weltmusikalische‘ meiner Erfahrungen in Nordafrika beschränkt sich darauf, dass ein brauchbares Ergebnis nur deshalb erreicht wurde, weil wir gar nicht erst versuchten zu glauben, es müsse in Tunesien zu einer neuen Akkulturation kommen!“ Jean-Luc Ponty war sogar der Ansicht, dass das Unternehmen eine „unmögliche Melange“ und „ein wenig unsauber“ sei. Gruntz selbst bedauerte in seiner Autobiographie, dass seine ursprüngliche Absicht eines langsamen Kennenlernens in der heimischen Umgebung der tunesischen Musiker nicht realisiert werden konnte. Die Musiker trafen sich erst in der Aufnahmesession, deren erste Session insgesamt nur vier Stunden dauerte. „Die Platte war in einem einzigen Aufnahmetag im Kasten, so dass wir am zweiten Tag nur noch freundschaftenschliessend im Studio herumsaßen und immer wieder die Aufnahmen abhörten.“
Der Titel des Albums spielt auf Dizzy Gillespies Klassiker A Night in Tunisia an. Joachim-Ernst Berendt meint dazu in seinen Liner Notes, dass es 1967 nicht mehr ‚Nacht in Tunesien‘ sei, wo das „von Rommels Afrika-Korps eroberte und von den Alliierten rückeroberte Land“ weiterhin Kolonie sei, „dessen Freiheitskämpfer in französische Gefängnisse gesteckt wurden. Jetzt ist es ‚Noon‘.“

## Titelliste
1 Salhé (1:05) 

2 Maghreb Cantata

Is Tikhbar (1:17) 

Ghitta (5:08) 

Alaji (4:26) 

Djerbi (3:36) 

M'rabaa (4:11) 

Buanuara  (8:52) 

Fazani (3:21) 

3 Nemeit  (5:55)

## Rezeption
Down Beat lobte die Platte 1968 als einen erfreulichen und vielversprechenden Beginn, wies aber darauf hin, dass der Gehalt an tunesischer Musik recht hoch sei und den Jazzgehalt eingeschränkt habe. Das sah der französische Kritiker Michel Savy anders; keines der beiden Idiome habe seine Eigenheiten verloren. Auch für den Musikwissenschaftler Wolfgang Laade war das Album „das interessanteste und lebensvollste Ergebnis einer organisierten Konfrontation wesensverschiedener Musikarten“
Martin Pfleiderer weist darauf hin, dass in dieser Produktion anders als auf vielen anderen Alben der Serie Jazz Meets the World tatsächlich (hier übrigens vorwiegend europäische) „Jazzmusiker mit traditionellen Musikern einer fremden Kultur zusammen treffen“. Auch er charakterisiert aber das Album als eine „Gegenüberstellung von Jazzmusikern und Beduinenmusik“ und noch keine wirkliche Synthese. Allmusic hat das Album mit viereinhalb von fünf möglichen Sternen bewertet. Noon in Tunisia entwickelte sich zum kommerziell erfolgreichsten Album der Serie Jazz Meets the World (möglicherweise mit Ausnahme von Tristeza on Guitar von Baden Powell de Aquino von 1966).
1969 erhielt das Album einen Preis des französischen Club des Disques.

## Weitere Wirkung
Bei Salah El Mahdi wurde durch das Projekt sein Interesse für Jazz angefacht; er sah in dem gemeinsamen Spiel sogar eine Art „Hochzeit“ der beiden musikalischen Sprachen. Allerdings war die öffentliche Reaktion in Tunesien auf die spätere Aufführung anlässlich des für den Südwestfunk entstandenen Dokumentarfilms Noon in Tunisia von Peter Lilienthal (1969) und einer Tournee des Goethe-Instituts viel verhaltener. Mit der Musik ließ sich zwar ein jüngeres, auch an Jazz interessiertes Publikum erreichen, aber bei älteren Tunesiern stieß die Aufführung eher auf Unverständnis. Gruntz bemerkte sogar resigniert: „Bei Besuchen in Tunesien sollte später klarwerden, daß das Publikum allerdings mit genau der Musik, wie wir sie auf Noon in Tunisia aufnahmen, nichts anzufangen wußte.“ Der spätere Eindruck von Salah El Mahdi war positiver und sah Vorteile für beide Seiten – einerseits ein Forum für tunesische Musik in Europa, andererseits wurde auch in Tunesien ein Interesse für Jazz geweckt.
Sahib Shihab wurde durch das Projekt zu intensiverer Beschäftigung mit nordafrikanischer Musik gebracht. Er reiste nach Tunesien und nahm auch 1969 an dem Filmprojekt von Lilienthal in Tunesien teil.
Das Album war im Gegensatz zu den anderen Projekten der Serie Jazz Meets the World nicht unmittelbar mit einem Live-Konzert der beteiligten Musiker verbunden. Gruntz präsentierte sein Projekt aber später immer wieder auf europäischen Bühnen (1969, 1971, 1974, 1996)., teilweise mit Berendt, teilweise ohne ihn, worüber dieser nicht sehr erfreut war. Die aus Perspektive Gruntz „schönste Plattenaufnahme“ seiner Maghreb Suite entstand 1971 auf dem von Friedrich Gulda veranstalteten Festival am Ossiacher See mit den tunesischen Musikern, Ponty und dem Trio John Surman, Barre Phillips und Stu Martin sowie Limpe Fuchs.
Gruntz hob in seiner Autobiografie die mäzenatische Rolle des Labelchefs Hans Georg Brunner-Schwer hervor; „Noon in Tunisia war gewissermaßen der Startschuß für eine Folge von einem guten Dutzend LPs, die mir dieser weitsichtige, offenherzige und kluge Mann ermöglicht hatte.“ Bereits zwanzig Tage später nahm Gruntz für Brunner-Schwer als nächstes Album From Sticksland with Love: Drums and Folklore auf, wiederum ein von Berendt produziertes Ethno-Jazz-Album, das sich aber auf die Guggenmusik aus seiner Heimatstadt Basel bezieht.